# Аннозачатіївська церква
Аннозачатіївська церква або Церква Зачатія Святої Анни — пам'ятка архітектури XVII ст. Побудована у 1679 році у Києво-Печерській лаврі над входом до  Дальніх печер. Із приміщення церкви ведуть сходи до підземного лабіринту.

## Архітектура
Це однонефова однокупольна споруда, спершу мала барокові форми. У 1809—1810 роках церкву перебудували, замінивши бароковий купол на шатровий. Автором цієї перебудови був О. І. Якушкін (у чернецтві — ієромонах Арсеній, доглядач Дальніх печер).
У 1881 році, коли з'явилися тріщини у стінах храму, їх частково переклали та посунули купол у бік вівтарної апсиди. Після останньої перебудови храм зсередини знову розписали та встановили існуючий нині дубовий іконостас.